# リオハサウルス
リオハサウルス（学名 Riojasaurus　「ラ・リオハのトカゲ」の意味）は、草食の原竜脚類恐竜の属の一つである。属名はホセ・ボナパルテにより化石が発見されたアルゼンチンのラ・リオハ州にちなんでいる。後期三畳紀に生息し、全長は10メートルに達したとされたが、2010年にはグレゴリー・ポールにより全長6.6メートルの見積もりが出された。現在知られている唯一の南アメリカに生息したリオハサウルス科である。

## 特徴

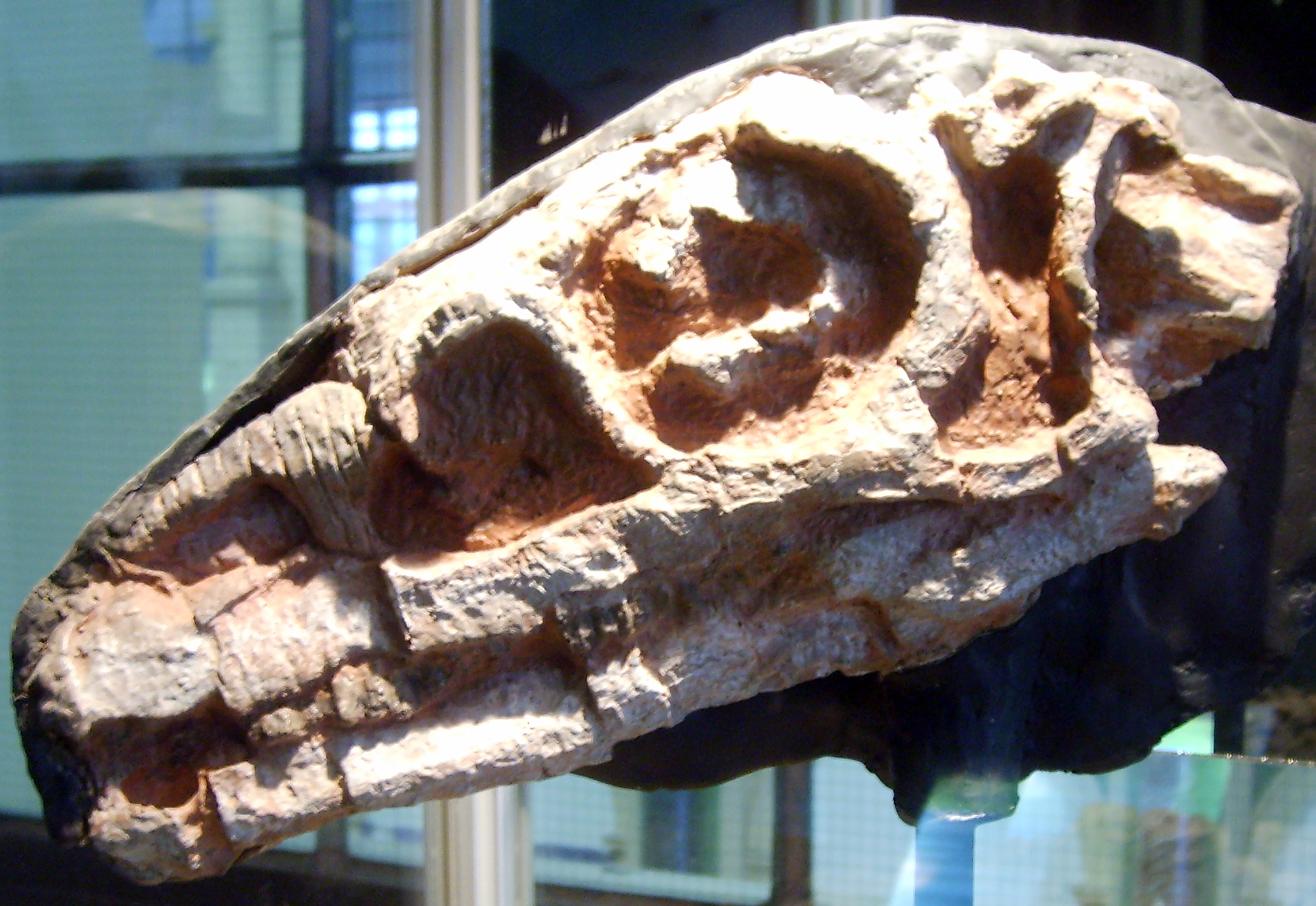
頭骨のレプリカ

リオハサウルスは重々しい胴体、太い脚、長い首と尾を持っていた。脚の骨は原竜脚類のものらしく緻密で重厚であった。対照的に椎骨は多くの原竜脚類とは異なり中空の腔があり、仙椎が3つではなく4つあった。
リオハサウルスの姿勢に関しては四足歩行という説と二足歩行という説がある。四足歩行とする説においては、リオハサウルスは四つんばいでゆっくりと移動し、後肢のみで立ち上がることは不可能であったとされる。前肢と後肢はほぼ同じ長さであるとされた。一方、Scott Hartmanは2016年にリオハサウルスが二足歩行であったという説を公開した。論文上では、2018年の研究でリオハサウルスは四足歩行として扱われている。
最初の骨格では頭骨は発見されなかったが、後に保存状態の良いリオハサウルスのものとされる頭骨が発見されている。歯は木の葉状で鋸歯がある。上顎には前面に5本の歯があり、後方には24本以上の歯の列が目の下まで並んでいる。
現代の鳥類や爬虫類との強膜輪の比較から周日行性つまり短い間隔で終日活動したことが示唆される。

## 分類
多くの研究者からはメラノロサウルスに近縁であると考えられており、三畳紀からジュラ紀前期に生息した既知では最大の原竜脚類である。しかし、イギリス、ブリストル大学の研究では首の長い骨などいくつかの重要な点で独特であることが示唆されている。アルゼンチン、ロスコロラド層で発見された他の原竜脚類とは確実に異なっている。

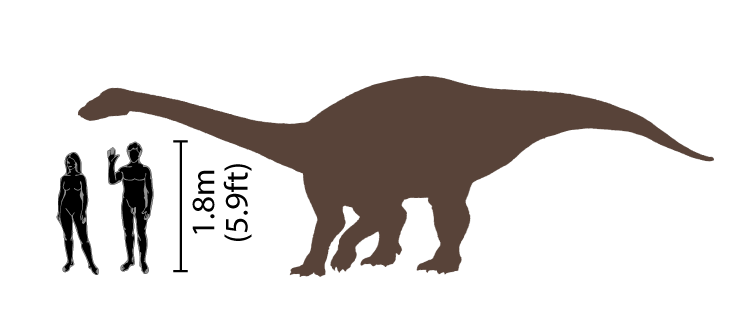
ヒトとの大きさ比較

大きさ、肢の構造およびおそらくメラノロサウルスに近縁であることから最初期の竜脚類に近縁であるとみなされているしかし、ピーター・ガルトンおよびポール・セレノの仮説が正しいとして、 つまり、竜脚類が原竜脚類から生じたのではなく両者は共通の祖先を持つとしても、リオハサウルスと真の竜脚類が共通の特徴をもつのは収斂進化である可能性が高い。